# Manifest der antifaschistischen Intellektuellen
Das Manifest der antifaschistischen Intellektuellen, auch bekannt als Antimanifest, wurde am 1. Mai 1925 in den Zeitungen Il Mondo und Il Popolo mit den Titeln veröffentlicht: Der Protest gegen das „Manifest der faschistischen Intellektuellen“ und die Antwort nichtfaschistischer Intellektueller auf das Manifest von Giovanni Gentile.

## Geschichte
Das Manifest wurde von Benedetto Croce als Antwort auf das Manifest der faschistischen Intellektuellen von Giovanni Gentile verfasst. Sogar das Datum der Veröffentlichung, der Tag der Arbeit, reagierte mit einem deutlichen Widerspruch auf die Veröffentlichung des faschistischen Manifests am 21. April, dem Feiertag, an dem die Gründung Roms begangen wurde. Das Manifest sanktionierte den endgültigen Bruch Croces mit dem Faschismus. Nach dem Marsch auf Rom und der Vorstellung des ersten Exekutivmitglieds der faschistischen Koalition im Senat hatte er für das Vertrauen in die Regierung von Benito Mussolini gestimmt, diese Entscheidung aber am 24. Juni 1924 widerrufen. Er hegte ursprünglich noch die Hoffnung, dass Mussolini sich endlich vom nationalfaschistischen Extremismus lösen würde.

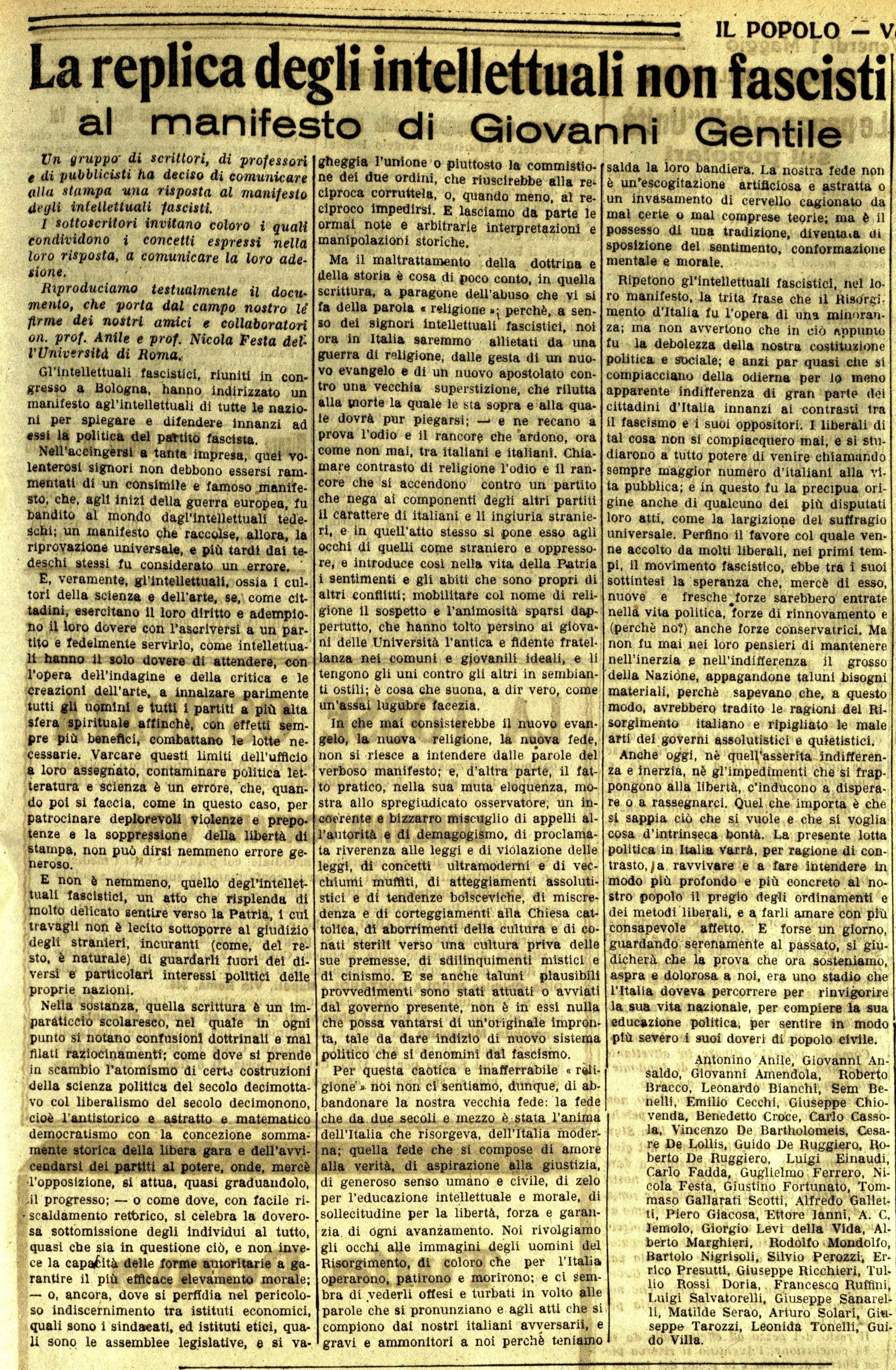
Manifesto intell antifascisti 1 maggio 1925 Popolo (2)

Der Vorschlag zur Ausarbeitung des Manifests war Croce von Giovanni Amendola gemacht worden, der am 20. April 1925 schrieb: 

„Lieber Croce, haben Sie das faschistische Manifest für ausländische Intellektuelle gelesen? … Ich habe heute mehrere Personen getroffen, die der Meinung sind, dass wir nach der Veröffentlichung des faschistischen Dokuments das Recht haben zu sprechen und die Pflicht zu antworten. Was ist Ihre Meinung? Wären Sie bereit, ein solches Dokument zu unterzeichnen oder es sogar selbst zu verfassen?“

## Unterzeichner
Zusätzlich zu einer ersten Liste der am 1. Mai veröffentlichten Unterzeichner veröffentlichte Il Mondo am 10. und 22. Mai zwei weitere umfangreiche Listen. Unter allen Unterzeichnern sind zu erwähnen:
| Filippo Abignente jr.                                                 | Floriano Del Secolo      | Attilio Momigliano     |
| Luigi Albertini                                                       | Guido De Ruggiero        | Rodolfo Mondolfo       |
| Sibilla Aleramo                                                       | Gaetano De Sanctis       | Eugenio Montale        |
| Giulio Alessio                                                        | Francesco De Sarlo       | Marino Moretti         |
| Corrado Alvaro                                                        | Luigi Einaudi            | Gaetano Mosca          |
| Giovanni Amendola                                                     | Giorgio Errera           | Alessandro Padoa       |
| Giovanni Ansaldo                                                      | Guido Ferrando           | Ugo Enrico Paoli       |
| Vincenzo Arangio-Ruiz                                                 | Guglielmo Ferrero        | Ernesto Pascal         |
| Giuseppe Bagnera                                                      | Giustino Fortunato       | Mario Pascal           |
| Antonio Banfi                                                         | Plinio Fraccaro          | Giorgio Pasquali       |
| Sem Benelli                                                           | Tommaso Gallarati Scotti | Gaetano Pieraccini     |
| Roberto Bracco                                                        | Panfilo Gentile          | Giulio Pittarelli      |
| Costantino Bresciani Turroni                                          | Arturo Carlo Jemolo      | Giuseppe Rensi         |
| Piero Calamandrei                                                     | Arturo Labriola          | Vincenzo Rivera        |
| Mario Casella                                                         | Eustachio Paolo Lamanna  | Francesco Ruffini      |
| Guido Castelnuovo                                                     | Beppo Levi               | Gaetano Salvemini      |
| Emilio Cecchi (später Mitglied der faschistischen Accademia d’Italia) | Giuseppe Levi            | Michele Saponaro       |
| Giuseppe Chiovenda                                                    | Giorgio Levi Della Vida  | Matilde Serao          |
| Benedetto Croce (Verfasser)                                           | Tullio Levi-Civita       | Francesco Severi       |
| Giorgio Dal Piaz                                                      | Carlo Linati             | Adriano Tilgher        |
| Cesare De Lollis                                                      | Paola Lombroso Carrara   | Leonida Tonelli        |
|                                                                       | Vito Volterra            | Umberto Zanotti Bianco |

## Aktualisierung
100 Jahre nach Entstehung der Erklärung und angesichts neuer autoritärer und rechtsextremer Herausforderungen wurden mit dem Manifest von London im Mai 2025 die Inhalte des Manifests neu aufgegriffen und von zahlreichen Intellektuellen aus aller Welt unterzeichnet.